# Pedro Subijana
 (août 2018).
Si vous disposez d'ouvrages ou d'articles de référence ou si vous connaissez des sites web de qualité traitant du thème abordé ici, merci de compléter l'article en donnant les références utiles à sa vérifiabilité et en les liant à la section « Notes et références ».
 (août 2018).
Pedro Subijana Prie, né le 5 novembre 1948 à Saint-Sébastien, est un cuisinier espagnol de renom, qui dirige le restaurant Akelarre.

## Biographie
Pedro Subijana commence ses études à l'École d'Hôtellerie de La Casa de Campo, à Madrid, puis continue sa formation à l'École d’Hôtellerie de Luis Irizar à Zarautz, où il deviendra professeur.
Après ses premiers pas professionnels à Tolosa, Hernani, Madrid et Estella, il arrive au restaurant Akelarre en tant que cuisinier, et en prend la tête en 1975. Mentionné dans les guides gastronomiques, il fait partie des Relais & Châteaux et des grandes tables. En tant que professeur, il enseigne la gastronomie dans diverses institutions américaines et européennes, ainsi que dans des entreprises et des écoles professionnelles espagnoles.
Il contribue à la promotion et la diffusion de la cuisine espagnole, comme la Nouvelle Cuisine Basque entre 1976 et 1978. Il fonde, avec Juan Mari Arzak et d'autres chefs européens, l’initiative « Euro-Toques » en 1986 dont il est le commissaire général pour l'Espagne, le président international et le président d’Espagne jusqu'en avril 2018. Il est également promoteur et protecteur du Basque Culinary Center à Saint-Sébastien et professeur associé à l'Université de Navarre.
En 1992, il diffuse sur Euskal Telebista le programme La cuisine de Pedro Subijana, avec plus de 1 400 chapitres.

## Livres publiés
- Menú del día I (1992).
- Menú del día II (1993).
- Denok sukaldari (1994).
- Cocina riojana (avec Lorenzo Cañas).
- Mis recetas de la tele' (1995)
- Pedro Subijana cocinando para Inasmet (1998).
- La cocina vasca de Pedro Subijana (1999).
- La cocina vasca para el Grupo Ingeteam (1999).
- La cocina de Akelarre, el sueño de Pedro Subijana (Everest, 2001).
- La cocina doméstica de Pedro Subijana (Astamenda-Ttarttalo, 2003).
- Akelarre (Everest, 2011)
- Basque Territorio Creativo (Spainmedia Books 2016)